# フアレス・カルテル
フアレス・カルテル（スペイン語: Cártel de Juárez）は、メキシコの犯罪組織、麻薬カルテル。元警官および現職警官で構成され、市街戦の技能を持ったラ・リネア （en）と呼ばれる武装ギャングを有している。